# Bắc La
Bắc La là một xã thuộc huyện Văn Lãng, tỉnh Lạng Sơn, Việt Nam.
Xã Bắc La có diện tích 41,24 km², dân số năm 1999 là 1.501 người, mật độ dân số đạt 36 người/km².
Theo thống kê năm 2019, xã Bắc La có diện tích 41,24 km², dân số là 1.248 người, mật độ dân số đạt 30 người/km².